# Leonard Steyaert
Leonard Steyaert est un boxeur belge né le 11 mars 1910.

## Carrière
Il remporte la médaille de bronze aux Jeux d'Amsterdam en 1928 dans la catégorie poids moyens. Après avoir battu Albert Leidmann et John Chase, Steyaert s'incline en demi-finale contre l'italien Piero Toscani. 

## Palmarès

### Jeux olympiques
- Jeux olympiques de 1928 à Amsterdam[1] (poids moyens)